# Casios Longinos
Los Casios Longinos fueron una rama de la gens Casia cuyos miembros alcanzaron las más altas magistraturas del Estado durante la República. Uno de los miembros, Cayo Casio Longino, fue uno de los asesinos de Julio César. En época imperial, dos hermanos de esta familia obtuvieron el consulado en el mismo año y uno de ellos fue cuñado de Calígula.
- Datos: Q16187916